# Каракулов, Джуман
Джуман Каракулов (11.6.1921, аул в Хорезмской республике (ныне колхоз Ахунбабаева, Караузякский район, Каракалпакстан, Узбекистан) — 18.10.1944, населённый пункт Звала, Словацкая Республика (ныне в районе Снина, Прешовский край, Словакия)) — участник Великой Отечественной войны, автоматчик автоматной роты 327-го гвардейского горнострелкового полка 128-й гвардейской горнострелковой дивизии 3-го горнострелкового корпуса 1-й гвардейской армии, 4-го Украинского фронта, гвардии красноармеец. Закрыл своим телом амбразуру пулемёта.

## Биография
Родился в 1921 году в ауле, находящемся южнее Аральского моря в нынешнем Каракалпакстане, в крестьянской семье. Казах. Получив начальное образование, работал в хлопководческом колхозе. По другим сведениям, окончил школу, курсы учителей, стал заведовать начальной школой.
7 февраля 1942 года был призван в РККА и с 17 февраля 1942 года был зачислен в состав 83-й горнострелковой Туркестанской дивизии (в будущем 128-й гвардейской горнострелковой). Принимал участие в боях на Северном Кавказе, Кубани, Крыму. Отличился в боях на Керченском полуострове, 14 января 1944 года первым ворвался в траншею, личным оружием уничтожил 5 солдат противника. 20 января 1944 года был награждён орденом Славы 3 степени.
В октябре 1944 года дивизия в ходе Карпатско-Дуклинской операции преодолела Карпаты и продолжила наступление на территории Словакии. 17 октября 1944 года  начался бой за укреплённую высоту 762 у населённого пункта Звала. В этот день красноармеец Каракулов вместе с бойцом Романовским, опередив в наступлении подразделение, ворвались в траншею, и в течение трёх часов вдвоём её удерживали, но затем были вынуждены вернуться. На следующий день, 18 октября 1944 года 2-й батальон полка и рота автоматчиков вновь пошли в атаку. Красноармеец Каракулов опять ворвался в траншею, удерживал её несколько часов и снова вынужден был её оставить, так как подразделения были остановлены всё тем же фланкирующим огнём из дзота. В третьей атаке события развивались по-прежнему. Когда вновь заработал пулемёт, Каракулов подобрался к нему, и лёг на амбразуру, с гранатами в руках, тем самым подорвал огневую точку.
Был похоронен на северо-западной окраине Звалы.  
Указом Президиума Верховного Совета СССР от 24 марта 1945 года за образцовое выполнение боевых заданий командования на фронте борьбы с немецко-фашистским захватчиками и проявленные при этом мужество и героизм гвардии красноармейцу Каракулову Джуману посмертно присвоено звание Героя Советского Союза.
Именем Каракулова названа улица в городе Чимбай и школа в родном посёлке.